# Lange Brinkweg 13
De boerderij Lange Brinkweg 13 is een gemeentelijk monument in Soest in de provincie Utrecht.
De bedrijfsruimte achter is een carrosseriebedrijf dat een voortzetting is van de vroeger in het achterhuis gevestigde wagenmakerij. De langhuisboerderij heeft een zadeldak met de nok dwars op de weg. De symmetrische voorgevel is versierd met gesneden makelaar, windveren en topdecoratie. Boven de vier vensters zijn op de verdieping twee vierruits schuifvensters. De kelder met troggewelf bevindt zich aan de linkerzijde.

## Zie ook

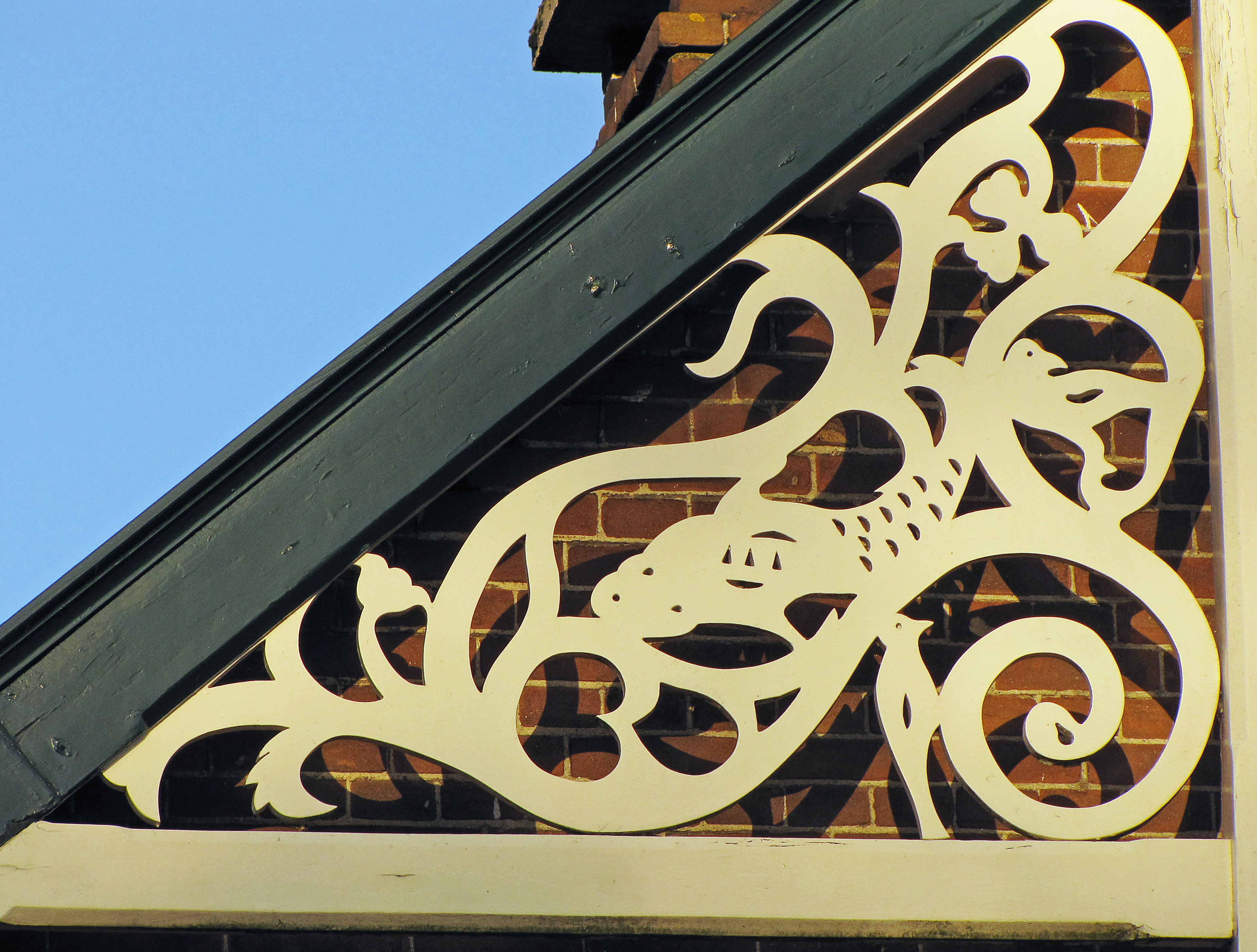
detail geveltop